# Ceramius cerceriformis
Ceramius cerceriformis är en stekelart som beskrevs av Henri Saussure 1853. Ceramius cerceriformis ingår i släktet Ceramius och familjen Masaridae. Inga underarter finns listade.